# Smith & Wesson No 1

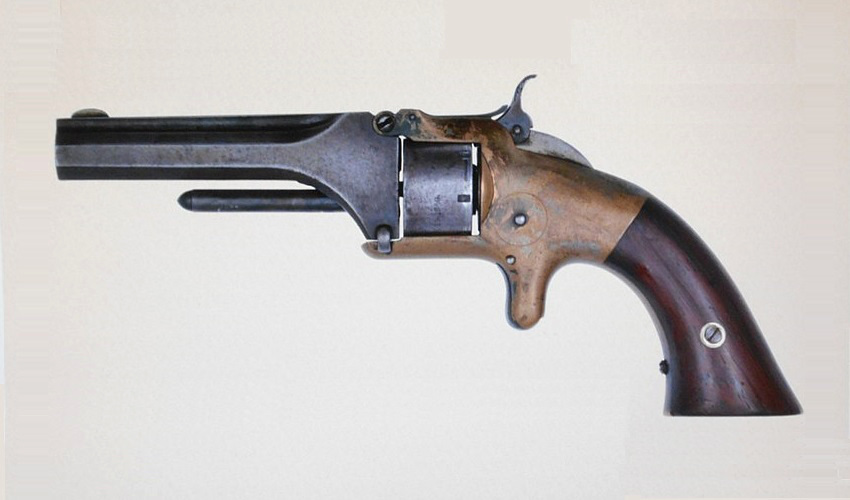
Smith & Wesson First Model, Second Issue 1859

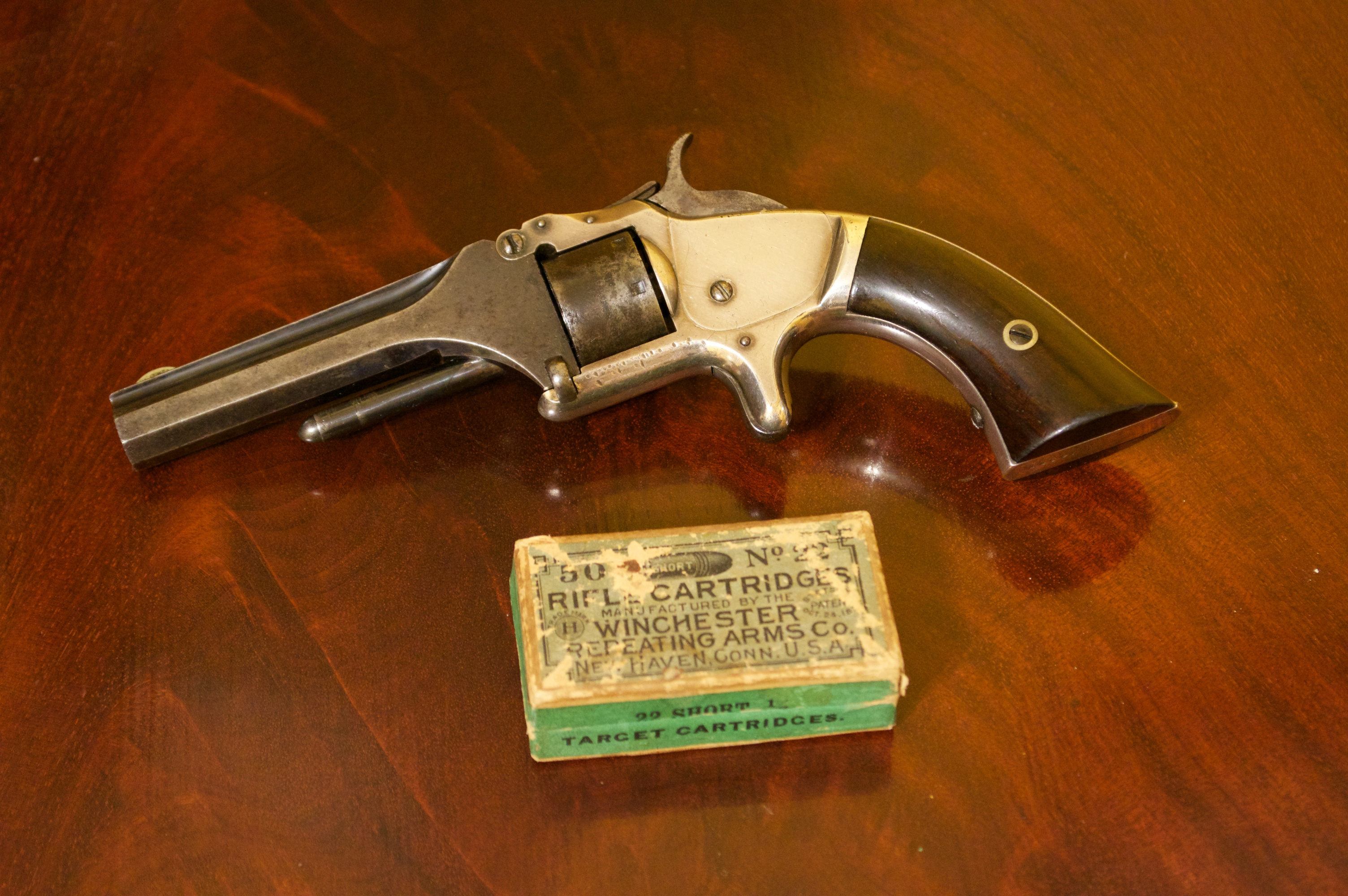
Smith & Wesson Model 1, spätere Ausführung

Der Smith & Wesson Modell No. 1 war 1857 der erste Revolver am Markt, der im Gegensatz zu den damals gebräuchlichen Perkussionsrevolvern zum Verschießen von Metallpatronen konstruiert war. Dazu benötigte er eine komplett durchbohrte Trommel. Entwickelt wurde diese Waffe von der Firma Smith & Wesson aus Springfield, Massachusetts. Der Smith & Wesson No. 2 Army und das Model No. 1½ im Kaliber .32 (7,9 mm) waren direkte Weiterentwicklungen des Modells No. 1.

## Geschichte

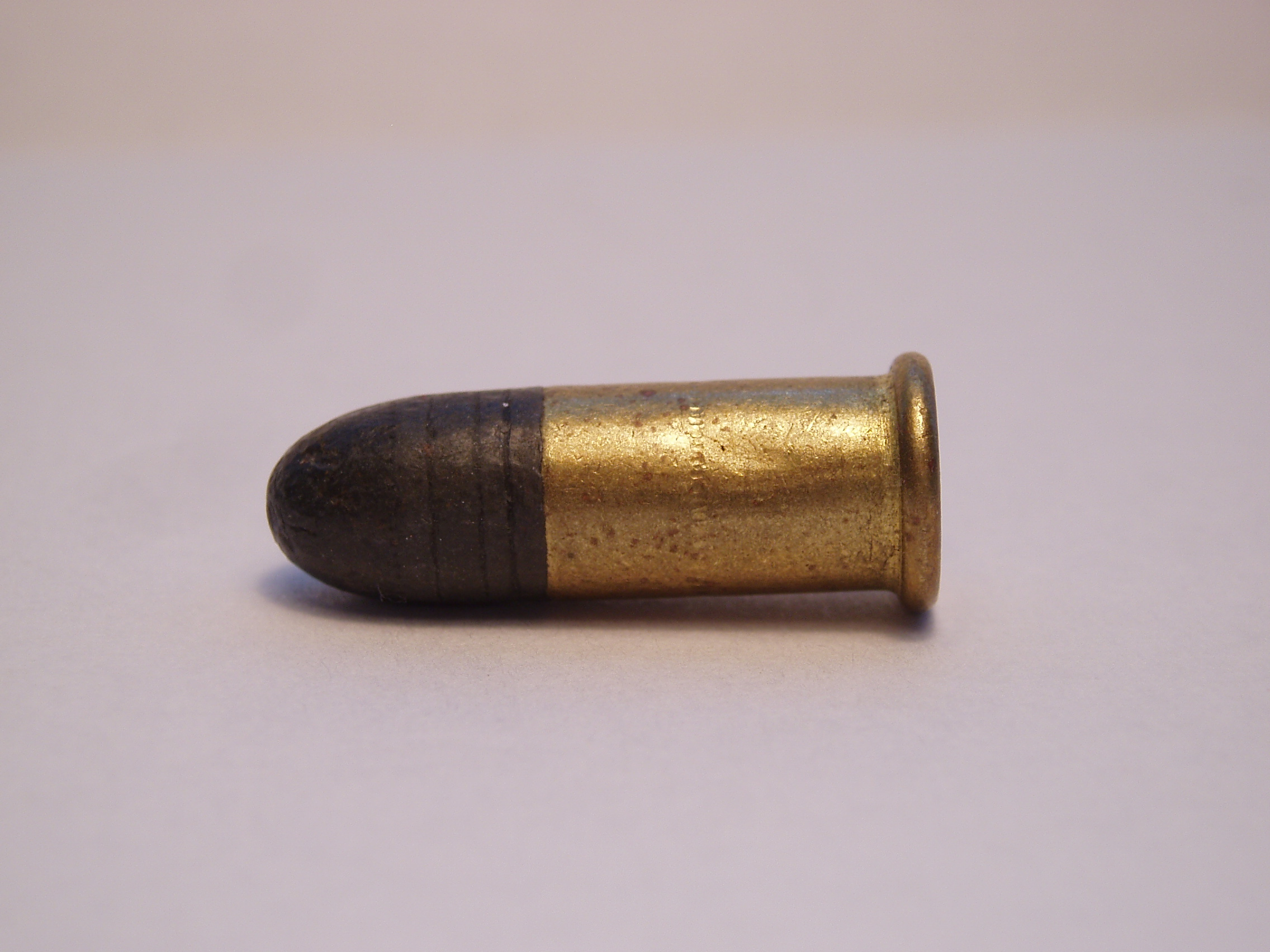
Eine Patrone des Kalibers .22 short – die erste Metallpatrone am amerikanischen Markt

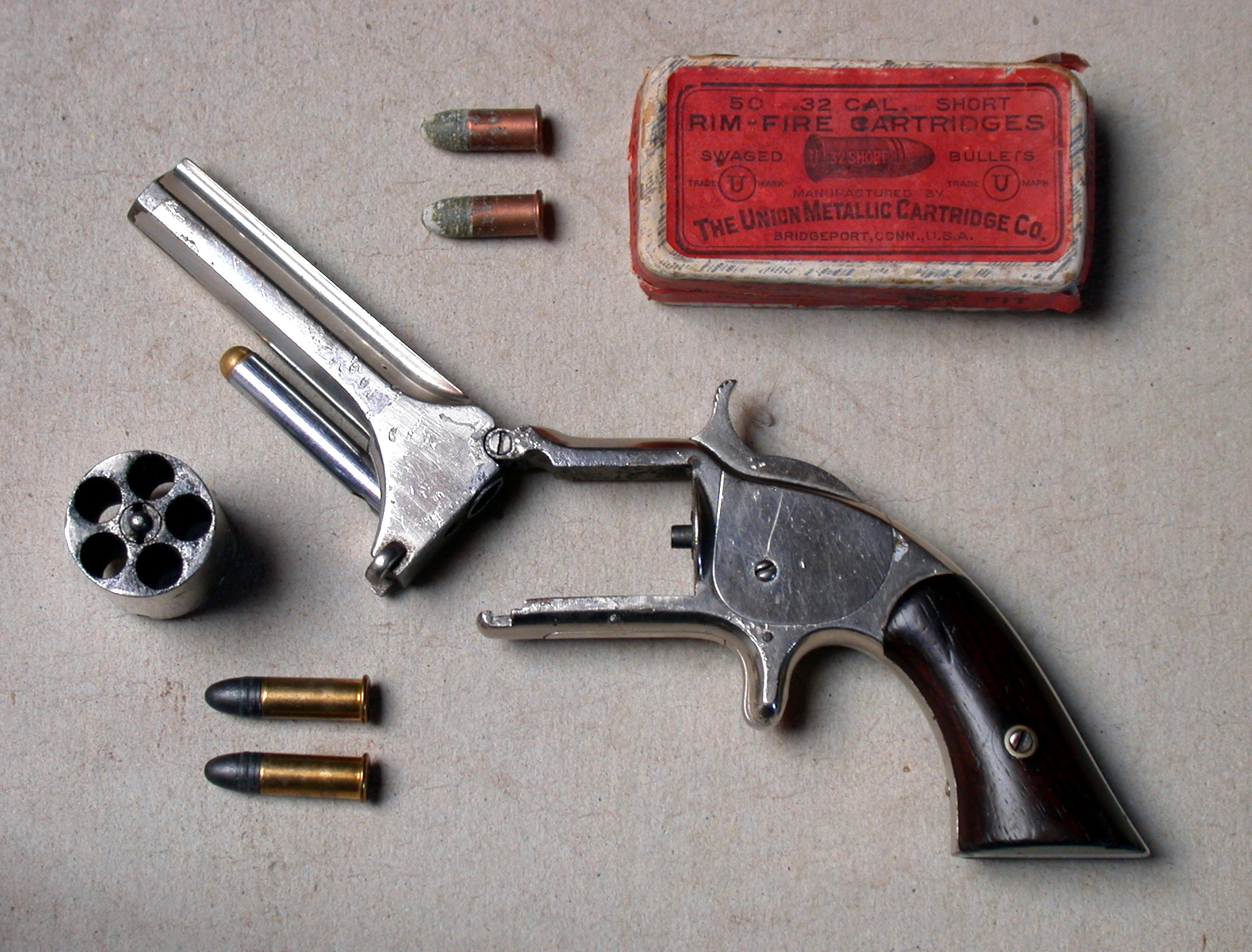
S&W No. 1½, ladebereit, unten zum Vergleich 2 .22 long-rifle-Patronen

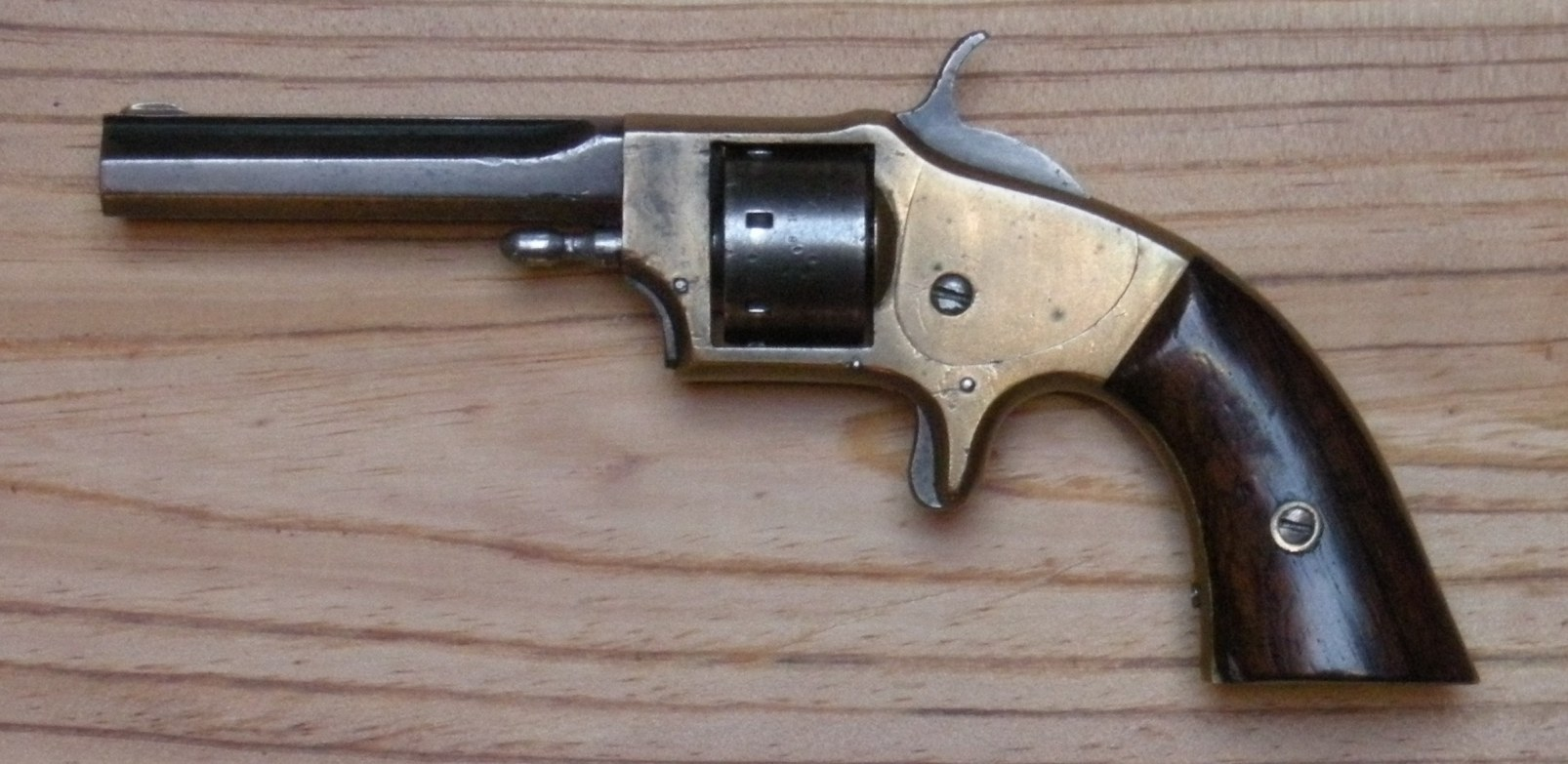
Rollin-White-Revolver

1836 hatte Colt seinen Revolver patentiert, welcher als Perkussionsrevolver ein Vorderlader war. Das Model No. 1 war 1857 der erste Revolver, der Metallpatronen verschießen konnte.
Horace Smith und Daniel B. Wesson griffen auf die Erfindung des Franzosen Louis Nicolas Auguste Flobert zurück – die Flobertpatrone. Bei dieser Randfeuerpatrone ist im Rand der Patrone Knallquecksilber eingearbeitet. Schlug der Hahn auf den Rand, so trieb das Zündmittel das Projektil aus dem Lauf. Smith & Wesson forschten damals in diese Richtung, da sie für ihre Unterhebel-Repetierpistole, die eine hülsenlose Munition verschoss, keine Zukunft sahen. Das Unterhebel-Repetiersystem wurde gegen Ende 1854 von Oliver Winchester übernommen, der aus der nun Volcanic-Pistole genannten Waffe das Henry-Gewehr entwickeln ließ.
Für ihr erstes Modell entwickelten Smith & Wesson basierend auf dem Flobert-Patent die erste Metallpatrone für den amerikanischen Markt. Die Zündladung wurde im gesamten Rand der Patrone verteilt, die Hülse ein wenig verlängert, um 4 Grain Schwarzpulver aufzunehmen. An die Spitze wurde ein 29 Grains schweres Projektil gesetzt. Hinter dem Projektil wurde eine feine Schicht aus Talg eingearbeitet, womit die Patrone wasserdicht war. Die so entstandene Patrone war die .22 short.
Im August 1856 hatte Daniel B. Wesson das Holzmodell eines Revolvers zum Verfeuern seiner .22-short-Patrone fertiggestellt. Das Revolver-Patent von Colt war bereits ausgelaufen. Die von Wesson entwickelte Waffe benötigte jedoch eine komplett durchbohrte Trommel. Daniel B. Wesson fand heraus, dass Rollin White, ein ehemaliger Angestellter von Colt, bereits am 3. April 1855 eine Waffe mit komplett durchbohrter Trommel zum Patent angemeldet hatte. Daniel B. Wesson und Horace Smith trafen sich im November 1856 mit Rollin White und übernahmen das Patent gegen Zahlung einer Lizenzgebühr von 25 Cents pro Waffe. 1857 kam diese neue Waffe auf den Markt und wurde patentiert. Zudem wurde es White erlaubt, eine einfachere Variante des Revolvers für Smith & Wesson zu produzieren, wie die Laufbeschriftung auf den Rollin-White-Revolvern zeigt. Colt hatte hier das Nachsehen und war aufgrund des Rollin-White-Patents auf die Herstellung von Perkussionsrevolvern beschränkt. Erst nach dem Auslaufen dieses Patents und nach längeren gerichtlichen Streitereien war es Colt möglich, 1869 mit der Produktion von Patronenrevolvern zu beginnen. Zum Laden der Tip-Up (Aufklappen) genannten S&W-Modelle No. 1, No. 2 und No. 1½ konnte man den vorderen Teil mit dem Lauf nach oben klappen. Die Trommel wurde dann von der Tommelachse abgezogen. Zum Ausstoßen der Patronenhülsen diente ein Stift unter dem Lauf. Um die Waffe wieder feuerbereit zu machen, setzte man die geladene Trommel wieder auf die Achse auf, klappte den Lauf herunter und arretierte ihn am Rahmen.
Nicht nur der Sezessionskrieg verhalf dieser Waffe zu einem raschen Erfolg, auch berühmte Revolverhelden wie Cole Younger waren Besitzer eines Smith & Wesson No. 1.
Nachfolger dieser Kipprevolver war ab 1869 der großkalibrige Smith & Wesson No 3, der beim Abklappen des Laufes die Patronenhülsen automatisch auswarf.

## Modell No. 1

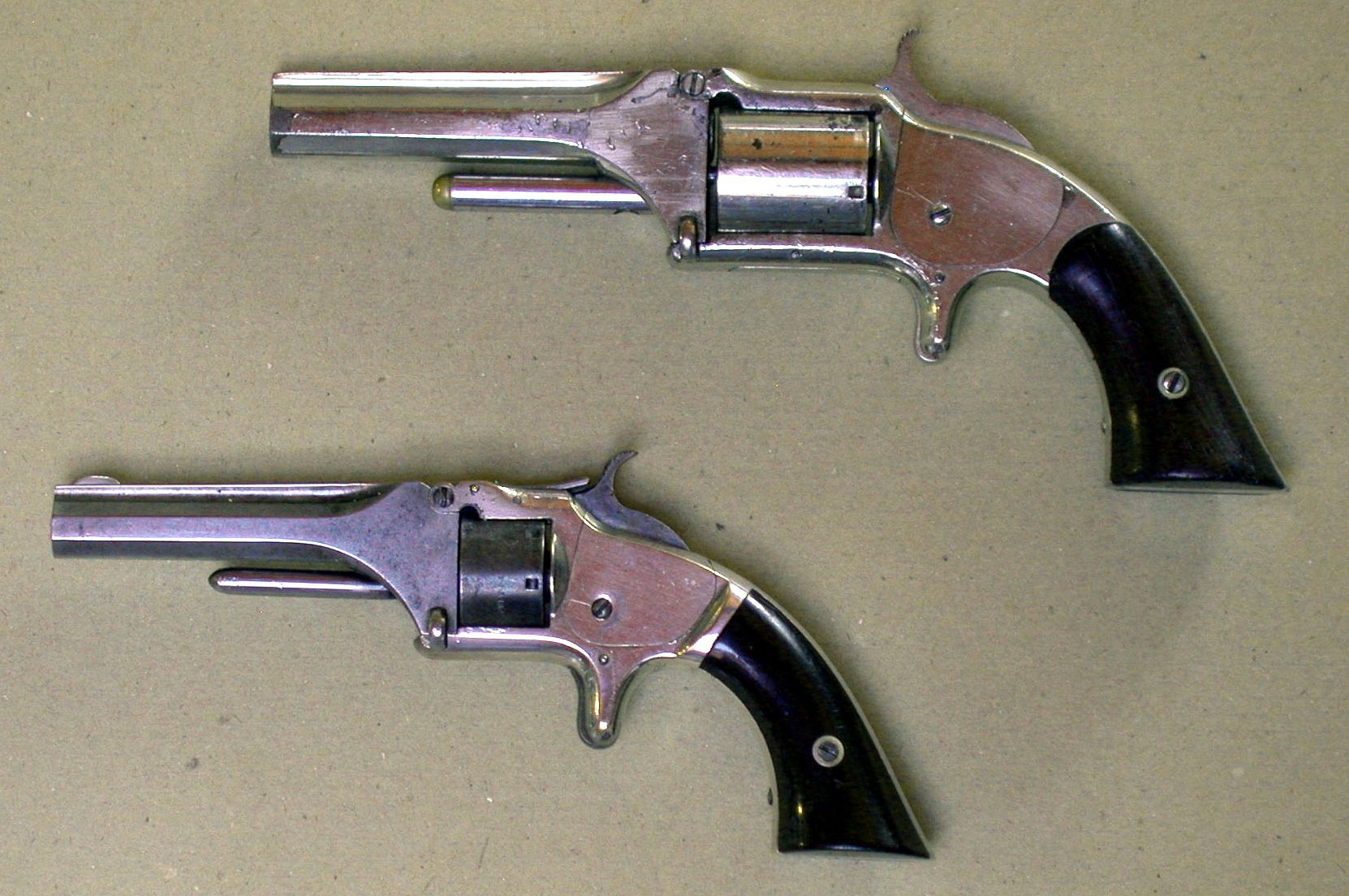
Smith & Wesson No. 1 1/2, Cal. .32, 1865–1870, Smith & Wesson No. 1, Cal. .22, 1860–1868

Das Modell No. 1 war für die damaligen Verhältnisse eine eher kompakte Waffe. Ihr fehlte ein klassischer Abzugsbügel: der Abzug war auf einem Horn unterhalb des Systemkastens angebracht. Der Rahmen der ersten vor 1860 gefertigten Waffen hatte noch ein ovales Profil. Die Trommeln der ersten beiden Varianten des No. 1 waren noch nicht kanneliert, dies war erst bei der dritten von 1868 bis 1881 gefertigten Variante der Fall. Die Waffe war ein Single-Action-Revolver mit einer Kapazität von sieben Schuss im Kaliber .22 short.

## Modell No 1 1/2
Der Smith & Wesson No. 1½ kam erst nach dem Modell No. 2 im Jahre 1865 auf den Markt, da die Kapazität des Werkes während des Sezessionskrieges durch die Produktion des Army No. 2 ausgelastet war. Die erste Variante glich dem Army No. 2, eine zweite Variante hatte einen runden Griff (bird’s head) und bei der dritten Variante war die Trommel kanneliert. Alle waren fünfschüssig und verschossen die gleichen Patronen wie das Modell No. 2. Auf dem Bild deutlich erkennbar der Stift zum Ausstoßen der Patronen und die nicht kannelierte Trommel.